# اوگنیانا پترووا
اوگنیانا پترووا (بلغاری: Огняна Георгиева Петрова؛ زادهٔ ۲۰ دسامبر ۱۹۶۴) قایقران کایاک، و قایقران کانو اهل بلغارستان است.